# Einsatzsanitäter
Einsatzsanitäter ist eine spezielle Form der Ausbildung als Sanitäter, die beim Malteser Hilfsdienst eingeführt wurde und in einzelnen Landesverbänden auch von der DLRG und vom VFSD e.V.übernommen wurde.

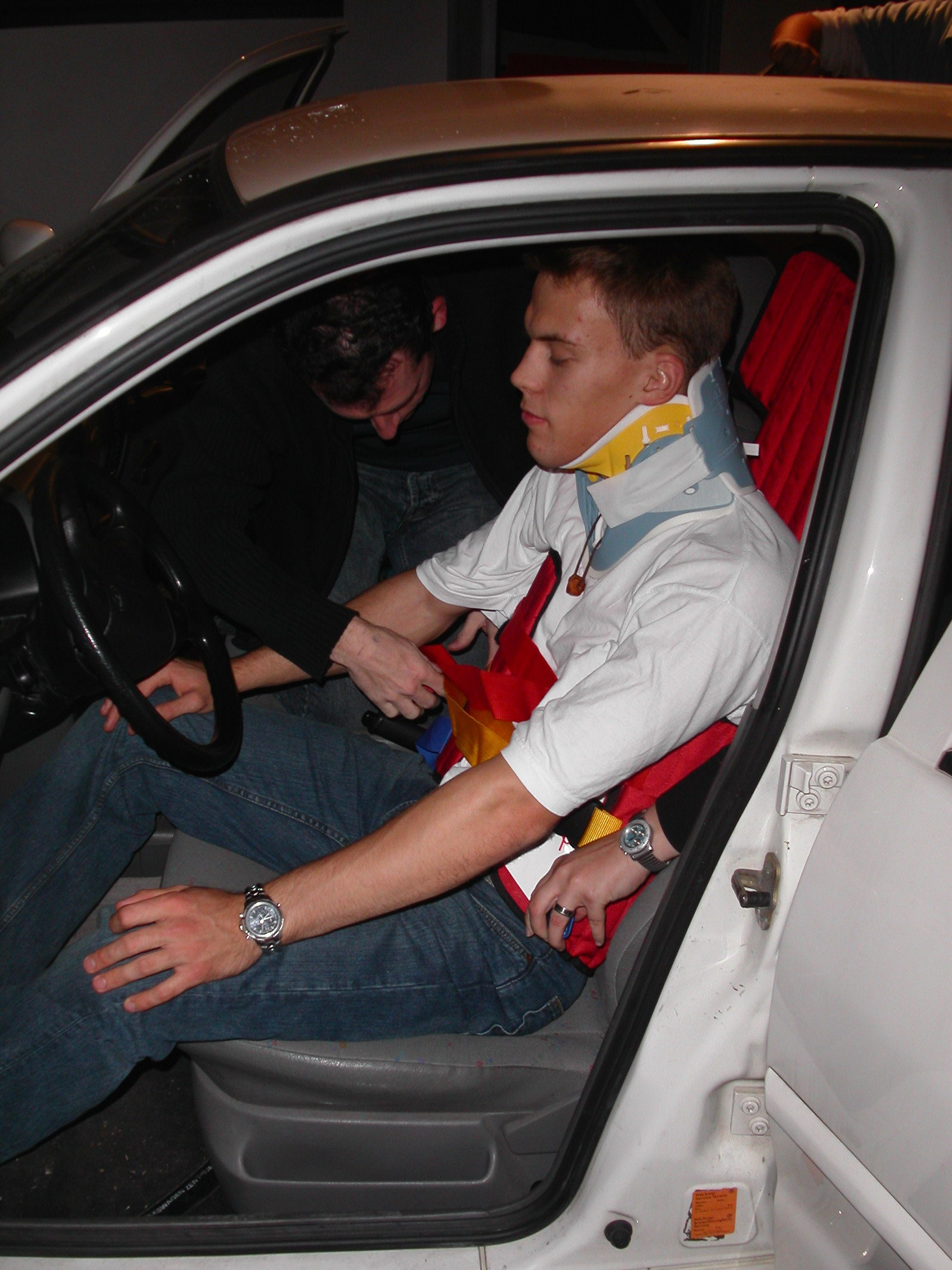
Rettungskorsett und Cervicalstütze bei einer Übung am Patienten

## Ausbildung
Die Ausbildung umfasst mindestens 80 Stunden Theorie und 20 Stunden Praktikum. Das Praktikum in der Notfallrettung oder im Sanitätsdienst ist je nach Diözese ab 16, 17 oder 18 Jahren möglich. Während dieser Praktikumsstunden müssen fünf Hilfeleistungen am Patienten durchgeführt und dokumentiert werden, um die Ausbildung erfolgreich abzuschließen. Die Ausbildung zum Einsatzsanitäter legt – im Gegensatz zu den meisten anderen Sanitätsausbildungen – ein stärkeres Gewicht auf den Umgang mit Rettungsdienstequipment (z. B. Rettungskorsett oder Spineboard) und auf erweiterte Notfallmaßnahmen (z. B. Assistenz bei der Intubation). Auch eine Ausbildung im Umgang mit psychisch Erkrankten und eine Einweisung im Sprechfunk gehört zu diesem Lehrgang, welcher zwischen Sanitäter und Rettungshelfer anzusiedeln ist.
Der Einsatzsanitäter umfasst die Ausbildung zum Betriebssanitäter und beinhaltet die theoretischen Inhalte des Rettungshelfers (NRW).

## Tätigkeitsbereiche
Einsatzsanitäter kommen beim Sanitätswachdienst bei Veranstaltungen, im Fachdienst Sanitätsdienst des Katastrophenschutzes, als zusätzlicher Helfer im Rettungsdienst sowie im Rahmen des Helfer-vor-Ort-Programms zum Einsatz. Sie assistieren dem Rettungsfachpersonal und halten im Bedarfsfall bis zum Eintreffen des Rettungsdienstes die lebenswichtigen Körperfunktionen des Patienten aufrecht. Dazu darf der Einsatzsanitäter als zweite Person KTW fahren, sofern ein Landesrettungsdienstgesetz nichts anderes bestimmt.